# Кліф

Механізм утворення кліфа: 1 Абразійна ніша. 2 Абразійна тераса. 3 Акумуляційна тераса.

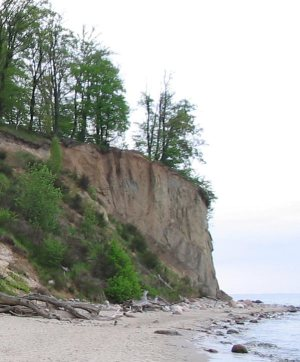
Кліф, (Гдиня)

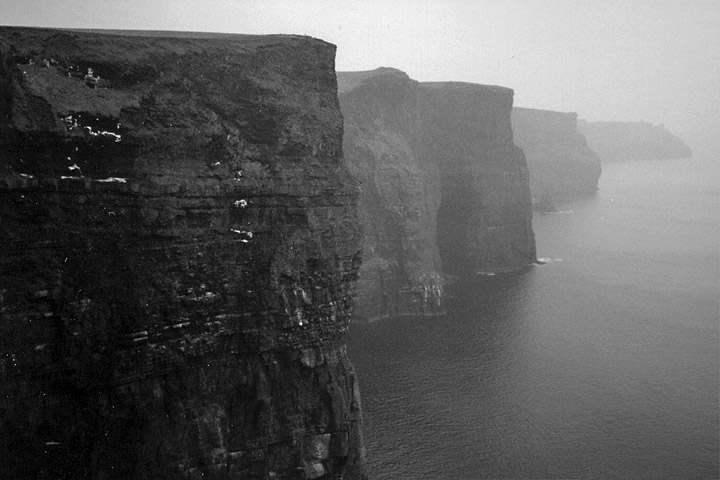
Кліф, Ірландія

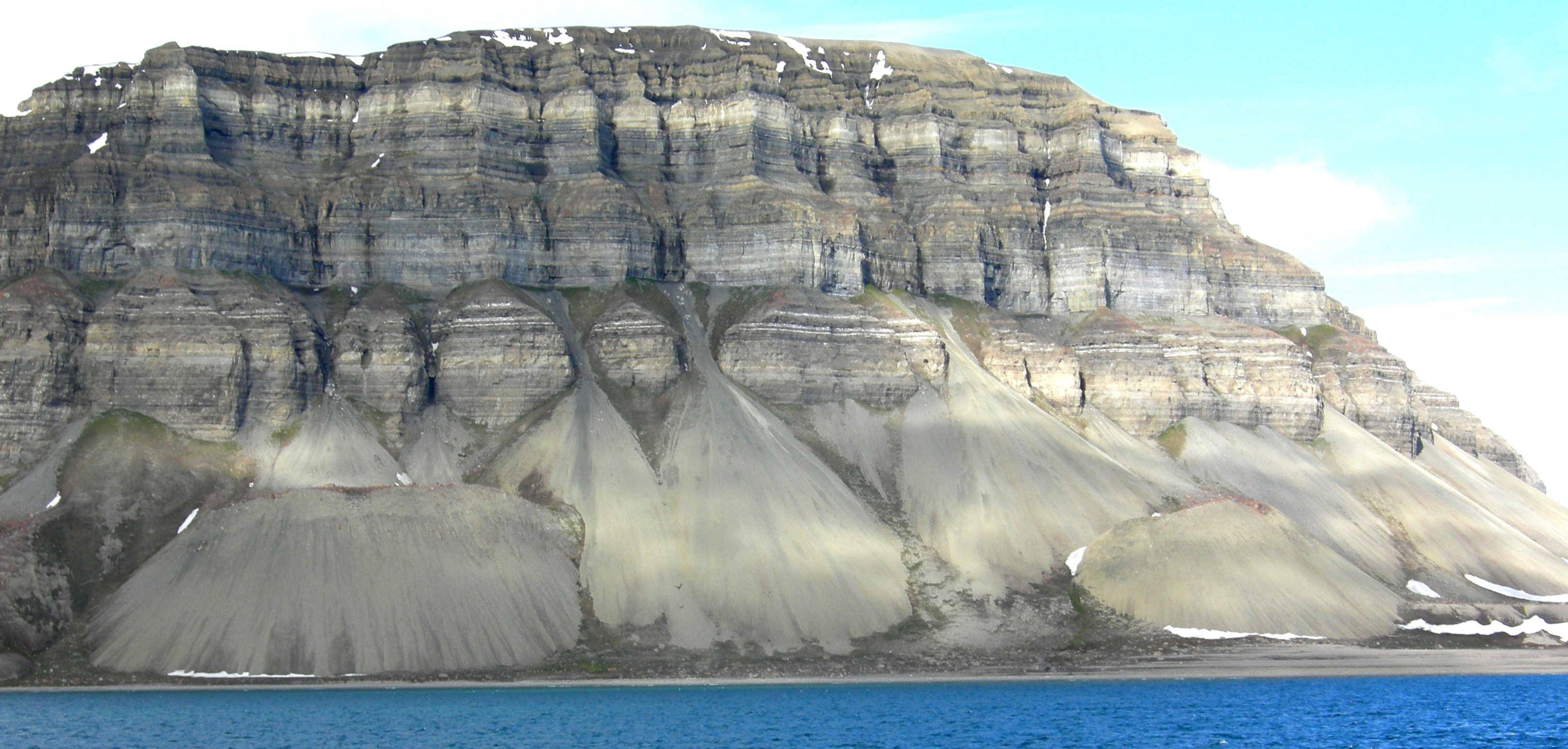
Кліф, Норвегія.

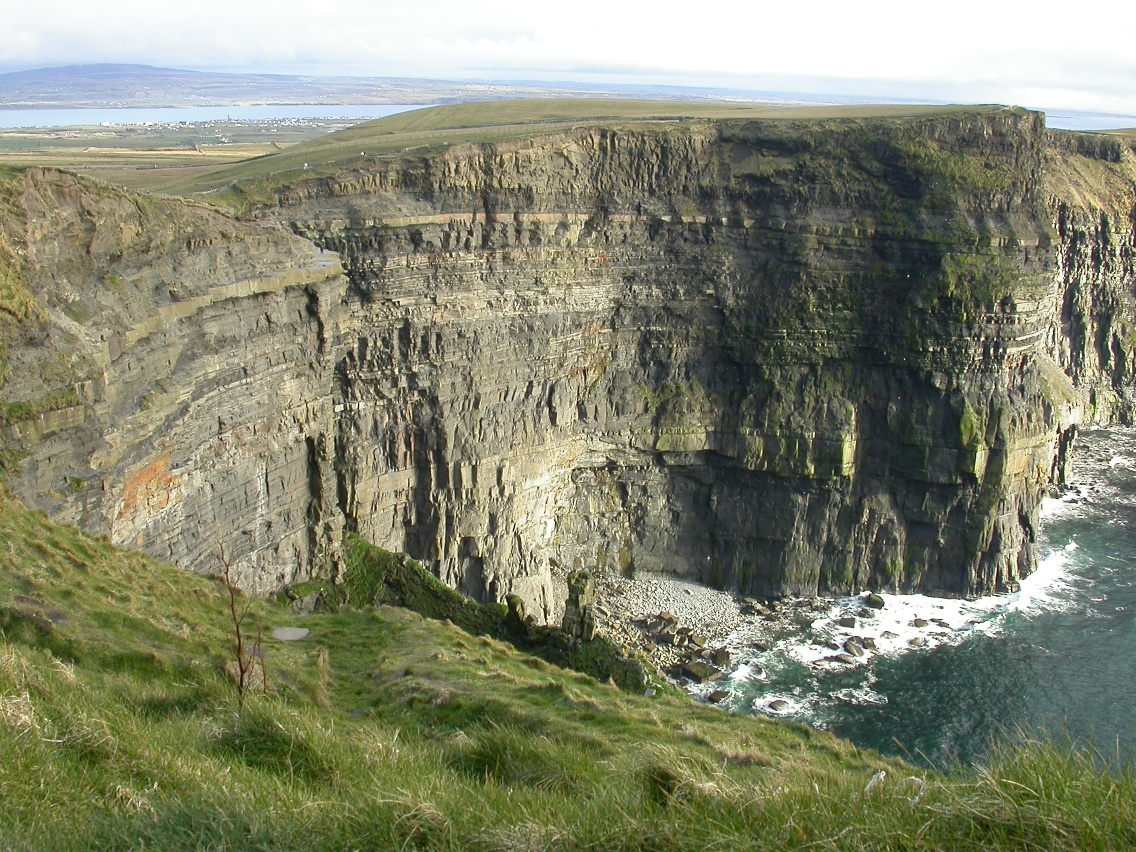
Кліф Могер (Cliffs of Moher, Ірландія)

Кліф (від англ. cliff — «скеля, стрімча́к») — урвище морського берега, що утворюється під дією прибою.
Кліф поступово відступає в бік суходолу, збільшуючи тим самим ширину абразійної берегової тераси, що лежить біля його підніжжя.